# Cold Cuts
"Cold Cuts"とは、ポール・マッカートニーの未発表音源を集めた未発表アルバム及び、同じ内容を収録した海賊盤。何度も発売の計画が立てられたが、その度に中止となり、現在は計画そのものが凍結したも同然となっている。

## 制作の経緯
初めてこのアルバムの発想が出たのは1973年。『レッド・ローズ・スピードウェイ』セッションで未発表曲が氾濫したため、ポールが未発表音源を整理したいと思い立ったことが始まりとされる。

実際にアルバムの発売が計画されるのは1978年になってからである。ウイングスの活動に一区切りがついたポールは、ウイングスの2枚組のベストアルバムを制作する事を決めた。その際に、1枚目をベスト盤『Hot Hits』に、2枚目を未発表音源集『Cold Cuts』にすることをレコード会社に提案するが、拒否され、1枚組での発売を要求された。なお、この時に代わりに制作されたのがベスト盤『ウイングス・グレイテスト・ヒッツ』である。

その後もアルバムの制作を続け、1980年4月に発売されたシングル「カミング・アップ」のB面に、いわばこのアルバムの「予告編」のような形で未発表曲「ランチ・ボックス～オッド・ソックス」が収録されたが、今度はジョン・レノンの暗殺によって計画がうやむやになってしまった。

しばらくたった1986年には、このアルバムのためのリミックス作業が行われた。ベストアルバム『オール・ザ・ベスト』の発売に合わせて発表するという計画もあったが、既に市場にはこのアルバムの海賊盤が出回っており、ポールはこのアルバムを制作する意欲を失ってしまった。
これ以来、このアルバムに関する動きは無く、収録予定であった曲はシングルB面やアルバムのボーナストラックなどに分散されて発表されていった。しかし、まだ未発表の音源も数多く、このアルバムの海賊盤は、フリークの間では「必需品」と呼ばれる程の需要と知名度を持っている。
2010年代以降は「ポール・マッカートニー・アーカイブ・コレクション」がスタートし、『Cold Cuts』に収録予定だった音源も、一部取りこぼしはあるものの続々と正式リリースされている。

## 収録予定だった曲

### 1970年「ラム」セッション
- ア・ラヴ・フォー・ユー - A Love For You

2003年にリミックスされ、映画「The In-Laws」の主題歌として発表。また、そのバージョンが2011年にポール・マッカートニー・アーカイブ・コレクションの「ラム」に収録された。
- ヘイ・ディドル - Hey, Diddle

2001年のベスト盤「夢の翼〜ヒッツ&ヒストリー〜」にデモバージョンが収録。また、ポール・マッカートニー・アーカイブ・コレクションの未発表音源として、2011年発売の「ラム」及び2014年発売の「ヴィーナス・アンド・マース」にリミックスバージョン（それぞれ別のバージョン）が収録された。

### 1972年「レッド・ローズ・スピードウェイ」セッション
全曲が2018年発売のポール・マッカートニー・アーカイブ・コレクション「レッド・ローズ・スピードウェイ」に収録。
- ママズ・リトル・ガール - Mama's Little Girl

1990年にシングル「プット・イット・ゼア」のB面に収録。また、日本限定でリリースされた「フラワーズ・イン・ザ・ダート〜スペシャル・パッケージ」及び「ワイルド・ライフ」のリマスター版にも収録。
- ベスト・フレンド - Best Friend

ライヴ・バージョン。
- ナイト・アウト - Night Out
- トラジェディ - Tragedy

トーマス・ウェインのカヴァー。

### 1973年のセッション
- アイ・ウッド・オンリー・スマイル - I Would Only Smile

デニー・レインが作曲、ボーカルを執る曲。2018年発売の「レッド・ローズ・スピードウェイ」に収録。彼の1980年のソロ・アルバム「ジャパニーズ・ティアーズ」に収録。
- ワイド・プレイリー - Wide Prairie
- オリエンタル・ナイトフィッシュ - Oriental Nightfish

二曲ともリンダ・マッカートニーがボーカルを執る曲。彼女の1998年のソロ・アルバム「ワイド・プレイリー 」に収録。

### 1974年のセッション
- センド・ミー・ザ・ハート - Send Me The Heart

ポールとデニー・レインの共作、デニー・レインがボーカルを執る曲。彼の1980年のソロ・アルバム「ジャパニーズ・ティアーズ」に収録。

### 1975年「ヴィーナス・アンド・マース」セッション
- マイ・カーニヴァル - My Carnival

1986年にシングル「スパイズ・ライク・アス」のB面に収録。また、「ヴィーナス・アンド・マース」のリマスター版にも収録。
- ランチ・ボックス～オッド・ソックス - Lunch Box/Odd Sox

1980年にシングル「カミング・アップ」のB面に収録。また、「ヴィーナス・アンド・マース」のリマスター版にも収録。
- プラウド・マム - Proud Mum
- プラウド・マム（リプライズ） - Proud Mum (Reprise)

いずれも未発表。TVシリーズ「Mother's Pride」の主題歌として書かれたが、結局使われなかった。
- トゥモロウ（インストゥルメンタル）Tomorrow(Instrumental)

未発表。1971年に発表した楽曲「トゥモロウ」のリメイク版。

### 1977年「ロンドン・タウン」セッション
- ウォータースポート - Waterspout

未音源化。1987年にベスト盤「オール・ザ・ベスト」に収録する計画があった。2017年のOne on Oneツアーにて、プレショーのDJプレイリストの中に選曲された。
- ディド・ウィー・ミート・サムホエア・ビフォア - Did We Meet Somewhere Before?

未音源化。発表はされているが、映画「Rock'n'roll High School」の中でジャズにアレンジされたバージョンが使用されているのみである（ポール含めウィングスは演奏に未参加）。サウンドトラックにも未収録。

### 1978年「バック・トゥ・ジ・エッグ」セッション
- セイム・タイム・ネクスト・イヤー - Same Time Next Year

1990年にシングル「プット・イット・ゼア」のB面に収録。また、日本限定でリリースされた「フラワーズ・イン・ザ・ダート〜スペシャル・パッケージ」にも収録。
- ケージ - Cage

未発表。「バック・トゥ・ジ・エッグ」の二曲目に収録される予定だったが、アルバムの最後に「ベイビーズ・リクエスト」が収録される関係で押し出された。

### 1980年頃のセッション
- ロバーズ・ボール - Robbers' Ball

未発表。

### 1986年のセッション
- ブルー・スウェイ - Blue Sway

もともとは「マッカートニーII」セッションの没曲。ここでストリングスがオーバーダビングされて大幅にリメイクされた。2011年に発売されたポール・マッカートニー・アーカイブ・コレクションの「マッカートニーII」に収録。

## 曲目
このアルバムの収録曲は年代によって異なっている。以下に、バージョン別に予定されていた曲目を記述する。

### 1978年のバージョン
1. ママズ・リトル・ガール
2. アイ・ウッド・オンリー・スマイル
3. トラジェディ
4. ナイト・アウト
5. オリエンタル・ナイト・フィッシュ
6. ランチ・ボックス～オッド・ソックス
7. マイ・カーニヴァル
8. センド・ミー・ザ・ハート
9. ヘイ・ディドル
10. ワイド・プレイリー
11. トゥモロウ（インストゥルメンタル）
12. プラウド・マム
13. プラウド・マム（リプライズ）
14. セイム・タイム・ネクスト・イヤー
15. ディド・ウィー・ミート・サムホエア・ビフォア

以下3曲はベーシックトラックからのボーナストラック

　16. ア・ラヴ・フォー・ユー

　17. ヘイディドル

- インストゥメンタル・バージョン

　18. ベスト・フレンド

### 1980年のバージョン
1. ア・ラヴ・フォー・ユー
2. ママズ・リトル・ガール
3. ナイト・アウト
4. ヘイ・ディドル
5. ベスト・フレンド
6. トラジェディ
7. ウォータースポート
8. セイム・タイム・ネクスト・イヤー
9. ケージ
10. マイ・カーニヴァル
11. ディド・ウィー・ミート・サムホエア・ビフォア
12. ロバーズ・ボール

以下2曲はベーシックトラックからのボーナストラック

　13.ナイト・アウト

　14.ランチ・ボックス～オッド・ソックス

- シングル「カミング・アップ」に収録されていたバージョンではカットされていたカウントが復活している。

### 1980年代中期のバージョン
1. ア・ラヴ・フォー・ユー
2. マイ・カーニヴァル
3. ウォータースポート
4. ママズ・リトル・ガール
5. ナイト・アウト
6. ロバーズ・ボール
7. ケージ
8. ディド・ウィー・ミート・サムホエア・ビフォア
9. ヘイ・ディドル
10. トラジェディ
11. ベスト・フレンド
12. セイム・タイム・ネクスト・イヤー

以下2曲はベーシックトラックからのボーナストラック

　13.ウォータースポート

- インストゥメンタル・バージョン

　14.ケージ

- ホームデモのバージョン